# المؤسسة لأجل الأعمال الدينية
المؤسسة لأجل الأعمال الدينية (بالإيطالية: stituto per le Opere di Religione  – IOR)‏ أو كما يعرف باسم بنك الفاتيكان. وقد استحدثه البابا بيوس الثاني عشر أيضًا عام 1942 وهو يقبل الودائع ويقوم بجميع العمليات المصرفية وتشرف عليه لجنة كردنالية أيضًا، غير أنه لا يقبل التعامل إلا مع حملة الجنسية الفاتيكانية، وإكليروس أبرشية روما والرهبانيات.